# Liriomyza urophorina
Liriomyza urophorina är en tvåvingeart som beskrevs av Josef Mik 1894. Liriomyza urophorina ingår i släktet Liriomyza och familjen minerarflugor. Inga underarter finns listade i Catalogue of Life.